# L'idiota (film 1910)
L'idiota (Идиот, Idiot) è un film del 1910 diretto da Pёtr Ivanovič Čardynin e ispirato al romanzo omonimo di Fëdor Dostoevskij. Si tratta di un cortometraggio muto di 15 minuti, nonché del primo adattamento cinematografico de L'idiota.

## Trama
Nei 15 minuti della pellicola si alternano una decina di scene. Dopo un'inquadratura sul treno in corsa per Pietroburgo, compaiono nello scompartimento del treno i primi due personaggi, il principe Myškin e il giovane Parfën Rogožin.
Nella scena successiva Myškin si ritrova in casa del generale Epančin. Appare poi per la prima volta in scena Nastas'ja Filippovna, che è testimone dello schiaffo che Ganja (il segretario del generale) dà al principe in faccia.
Poco dopo, Nastas'ja Filippovna getta i soldi di Ganja nel fuoco; Ganja sviene e Rogožin porta via Nastas'ja Filippovna.
Myškin fa visita a Rogožin e si sofferma sul dipinto Il corpo di Cristo morto nella tomba di Hans Holbein il Giovane. Più tardi, Rogožin cerca di uccidere il principe Myškin, ma lo ferisce soltanto. Myškin si è ormai ripreso dall'accaduto e cammina con Aglaja Ivanovna, la figlia minore del generale Epančin, lungo le rive della Neva.
Nelle scene conclusive si vede Nastas'ja Filippovna scappar via dalla chiesa poco prima del suo matrimonio con Myškin. Infine, Rogožin avvicina Myškin e lo conduce presso la sua dimora: qui mostra al principe il corpo di Nastas'ja Filippovna. I due si accovacciano a terra e la piangono insieme.

## Accoglienza
Nel 2005 Neya Zorkaya si è così espresso sul cortometraggio:
(Нея Зоркая. История советского кино.)